# Veliko gledališče v Varšavi
Veliko gledališče v Varšavi (poljsko Teatr Wielki w Warszawie) ali Veliko gledališče – Narodna opera (poljsko Teatr Wielki – Opera Narodowa) je gledališki in operni kompleks na zgodovinskem Gledališkem trgu v središču Varšave na Poljskem. Veliko gledališče v Varšavi je dom Poljskega nacionalnega baleta in ima kapaciteto več kot 2000 sedežev.
Veliko gledališče v Varšavi je bilo odprto 24. februarja 1833 z uprizoritvijo Rossinijevega Seviljskega brivca. Po bombardiranju stavbe in skoraj popolnem uničenju med drugo svetovno vojno je bila obnovljena in ponovno odprta 19. novembra 1965, potem ko je bila več kot dvajset let zaprta. Prvotno stavbo sta v neoklasicističnem slogu zasnovala arhitekta Antonio Corazzi in Chrystian Piotr Aigner, kasneje pa jo je obnovil Bohdan Pniewski.

## Zgodovina

### Od leta 1833
Gledališče je bilo zgrajeno na Gledališkem trgu med letoma 1825 in 1833, nadomestilo je nekdanjo stavbo Marywil po poljsko klasicističnih načrtih italijanskega arhitekta Antonia Corazzija iz Livorna, da bi zagotovilo novo prizorišče za obstoječe operne, baletne in dramske skupine, ki so delovale v Varšavi. Stavba je bila večkrat prenovljena in je v času poljskega političnega mrka od leta 1795 do 1918 odigrala pomembno kulturno in politično vlogo pri ustvarjanju številnih del poljskih skladateljev in koreografov.

### Razvoj poljske opere
V novem gledališču sta bili premierno uprizorjeni dve najbolj znani operi Stanisława Moniuszka: celotna različica Halke (1858) in Strašljiva graščina (1865). Po Frédéricu Chopinu je bil Moniuszko največja osebnost poljske glasbe 19. stoletja, saj je poleg ustvarjanja lastnih del od leta 1858 do svoje smrti leta 1872 dirigent Varšavske opere.
Medtem ko je bil direktor Velikega gledališča, je Moniuszko skomponiral Grofico, Verbum Nobile, Strašljivi dvorec in Pario ter številne pesmi, ki sestavljajo 12 poljskih pesmaric.
Pod Moniuszkovim vodstvom je bilo v bližini v Saškem vrtu zgrajeno tudi leseno Poletno gledališče (s 1065 sedeži). Poletne predstave so bile vsako leto uprizorjene iz repertoarja Velikega in Variete (Rozmaitości) gledališča. Józef Szczublewski piše, da je v tem času, čeprav so sosede državo politično izločile, gledališče cvetelo: »balet je vzbujal občudovanje tujih obiskovalcev; med Varšavo in Parizom ni bilo enake skupine komikov, Modrzejewska pa je bila navdih za dramo.«
Gledališče je uprizarjalo opere Władysława Żeleńskega, Ignacyja Jana Paderewskega, Karola Szymanowskega in drugih poljskih skladateljev, pa tudi baletne produkcije, ki so jih zasnovali koreografi, kot so Roman Turczynowicz, Piotr Zajlich in Feliks Parnell. Hkrati je repertoar vključeval pomembne svetovne operne in baletne klasike, ki so jih izvajali najvidnejši poljski in tuji pevci in plesalci. Tukaj je italijanski koreograf Virgilius Calori uprizoril tudi opero Pan Twardowski (1874), ki je (v glasbeni priredbi najprej Adolfa Sonnenfelda in nato Ludomirja Różyckega) že leta del repertoarja baletne skupine.
Med bitko za Varšavo leta 1939 je bilo Veliko gledališče bombardirano in skoraj popolnoma uničeno, ohranjena je bila le klasična fasada. Med Varšavsko vstajo leta 1944 so Nemci streljali civiliste v požganih ruševinah. Plošča desno od glavnega vhoda obeležuje trpljenje in junaštvo žrtev fašizma.

### Obnova stavbe
Med letoma 1945 in 1965 je skupina nastopala na drugih odrih, medtem ko so gledališko stavbo pod nadzorom Arnolda Szyfmana obnavljali in širili po načrtih Bohdana Pniewskega. Ko je bilo obnovljeno gledališče 19. novembra 1965 odprto za javnost, je bilo eno najimpozantnejših in najbolje opremljenih najsodobnejših gledališč v Evropi. Poljska narodna opera je bila največje gledališče na svetu.
- Veliko gledališče Varšava, pogled od spredaj (2022)
- Veliko gledališče Varšava, pogled iz zraka (2025)

### Dokončanje fasade
Po načrtih Antonia Corazzija iz leta 1825 naj bi bila na sprednji fasadi Velikega gledališča triumfalna skulptura Apolona, zavetnika umetnosti, ki vozi voz, ki ga vlečejo štirje konji. Vendar pa je poraz novembrske vstaje povzročil, da so idejo opustili. Ploščad nad glavnim vhodom, namenjena kvadrigi, je ostala prazna skoraj 200 let.
Končno je leta 2002 na pobudo takratnega generalnega direktorja Velikega gledališča Waldemarja Dąbrowskega pročelje krasila skulptura, ki je bila zasnovana že mnogo let prej. Novo, sodobno kvadrigo so zasnovali profesorji Varšavske akademije likovnih umetnosti, rektor Adam Myjak in dekan oddelka za kiparstvo Antoni Janusz Pastwa. Skulpturo je 3. maja 2002 ob dnevu ustave odkril poljski predsednik Aleksander Kwaśniewski.

## Današnja skupina
Veliko gledališče (zdaj Veliko gledališče in Poljska narodna opera) je že več kot 170 let največja poljska operna in baletna institucija.
Opera: Poljska narodna opera v Velikem gledališču nadaljuje svojo 200-letno tradicijo in uprizarja dela poljskih skladateljev, od Karola Kurpińskega, Stanisława Moniuszka, do Krzysztofa Pendereckega. Vendar pa so dobro zastopane tudi klasične opere: repertoar skupine vključuje najboljše opere velikih opernih osebnosti preteklosti in sedanjosti.
Balet: Poljski nacionalni balet (prej Balet Teatr Wielki - Opera Narodowa) je sodeloval z velikimi mednarodnimi osebnostmi v svetu baleta, pa tudi s številnimi poljskimi koreografi, kot so Leon Woizikovsky, Stanisław Miszczyk, Witold Gruca in Emil Wesołowski. Trenutno deluje pod vodstvom Krzysztofa Pastorja.
Podelitev mednarodnih opernih nagrad leta 2023 je potekala v Velikem gledališču.

## Prostori v Narodni operi
Narodna opera ima dva avditorija in muzej:
- Avditorij Stanisława Moniuszka, ki sprejme 1841 ljudi, je glavno prizorišče opernih, baletnih in gledaliških predstav, ki se vsako leto odvijajo od septembra do junija/julija.
- Avditorij Emila Młynarskega sprejme 248 ljudi.
- Gledalski muzeja v nekdanjih plesnih dvoranah v glavnem nadstropju, je edini gledališki muzej v državi.

Pred stavbo stojita dva kipa Jana Szczepkowskega, Wojciecha Bogusławskega, očeta Poljskega narodnega gledališča, in Stanisława Moniuszka, očeta Poljske narodne opere.